# A Pavana (revista)
A Pavana: registo semanal d’impressões e comentários foi uma revista de crítica, geralmente sarcástica ou irónica, que se editou entre abril e maio de 1914 num total de 3 números. O mentor desta revista,  Albertino da Silva, foi o único colaborador  / redator da revista, considerado um “livre pensador”, utiliza o termo “pavana” (que enciclopedicamente significa uma dança de sala, mas também uma descompostura)  para, de dança em dança, ir revelando em tom de crítica, os diversos  acontecimentos semanais protagonizados por vários estratos da sociedade portuguesa.